# 전신피부경화증
전신피부경화증(systemic scleroderma, 全身皮膚硬化症) 또는 전신성강피증(全身性强皮症), 전신성공피증(全身性鞏皮症), 전신경화증(systemic sclerosis)은 자가면역으로 인한 류마티스질환으로, 피부와 내부 장기에 콜라겐이 과도하게 생산되고 축적되는 섬유화가 특징적으로 나타난다. 피부를 침범하는 정도에 따라 전신경화증은 광범위(diffuse)와 제한형(limited)의 크게 두 가지로 나눌 수 있다. 제한형은 얼굴을 침범하거나 침범하지 않기도 하며, 팔꿈치와 무릎의 아래쪽만 침범한다. 광범위 전신경화증은 팔꿈치와 무릎 위쪽의 피부에도 영향을 미치며 몸통으로도 퍼질 수 있다. 콩팥, 심장, 폐, 위장관계 등의 내부 장기도 섬유화의 영향을 받을 수 있다.
예후는 질병의 유형과 내장의 침범 정도에 따라 달라진다. 제한형인 경우가 광범위인 경우보다 예후가 더 좋다. 사망하는 주된 이유는 폐, 심장, 콩팥의 침범이다. 암 발생 위험은 약간 상승한다.
신부전을 효과적으로 치료하면 생존률이 크게 올라간다. 면역억제제를 이용하여 치료하며 코르티코이드를 쓰기도 한다.